# 자연주의 (교육)
18세기에 전개된 자연주의(自然主義) 교육사상은 현대교육의 특징인 심리학적·과학적·사회학적 경향이 기저가 되는 학설로서, 다른 어떤 교육운동보다도 인간교육의 실제적 정신, 목적, 성격에 많은 영향을 끼쳤다.

## 특징
자연주의는 첫째로, 감각적 실학주의의 계승임과 동시에 19세기 심리적 계발주의의 선구가 되었다. 이는 한마디로 자연에 일치하는 교육, 즉 교육과정에 대한 자연법칙의 발견·형성·응용을 기본으로 한 것이다. 자연에 일치하는 교육을 한다는 것은 인간의 발달을 자연법칙에 합치하도록 하는 교육을 뜻하는 것으로, 개인을 교육하는 방법을 알려면 그 개인적 성장에 대한 이해가 필수요인이 되고, 또 교육목적이나 교육과정은 피교육자의 신체적 성장의 성질을 연구하여 그에 합치시켜야 한다는 것이다.
둘째, "자연으로 돌아가라"고 한 루소의 주장이 의미하듯 인위적인 모든 것을 부정하고 자연적인 것으로 돌아가는 교육을 주장한다. 그리하여 자연주의는 아동에 대한 인위적인 훈련을 공격하고, 아동의 자연스러운 자발성을 억압하고 아동을 인형처럼 다루는 모든 인위적인 것을 비난하였다. 뿐만 아니라 아동을 보모나 가정교사에게 맡기는 당시의 풍조에 대해서 통탄하고, 단순한 농가생활과 자연스러운 아동의 양육으로 돌아가라고 하였다. 자연주의는 인간의 선량한 천성과 덕성을 잘 보전하고, 본래의 개인의 권리를 인정하는 사회형성을 목표로 하여, 모든 사람이 자연적·기본적 미덕인 평등·우애·소박·자유를 누릴 수 있는 사회를 건설하는 것을 교육의 궁극적인 목적으로 삼았다. 또 자연주의 교육은 방임과 불간섭으로 해야 한다고 하여 인위적인 사회의 모든 죄악을 방어할 아동의 선량한 천성이 자유롭게 발전할 수 있게 함을 목적으로 하였다. 그들이 주장하는 교육은 생활을 위한 준비가 아니라 생활 그 자체이며, 외부에서의 강제가 아니라 자연적 발달인 성장의 과정이므로 교육의 궁극목표는 개인의 천부적인 권리가 보전되고 자연의 상태를 유지하는 데 있다고 했다.
자연주의 교육의 대표자는 루소·바제도·잘츠만 등이다.

## 같이 보기
- 교육사상
- 감각적 실학주의
- 심리적 계발주의
- 자연주의